# نيللي ماري بورنس
نيللي ماري بورنس (بالإنجليزية: Nellie Marie Burns)‏ (1850، والثام في الولايات المتحدة - 16 يونيو 1897، والثام في الولايات المتحدة)؛ كاتِبة وشاعرة أمريكية.